# Bernard Legras
Pour les articles homonymes, voir Legras.
Bernard Legras, né à Alger en juillet 1948, est un haut magistrat français. 

## Biographie
En 1971, il est admis à l’École Nationale de la Magistrature.
En 1992, il est nommé procureur général à La Réunion où il s'attaque à redresser la justice dans l'ile,, puis en juin 1998 procureur de la République de Bastia en Corse,. Durant son affectation en Corse, il aura notamment à gérer l'affaire des paillotes, entrainant des relations difficiles avec le préfet Bonnet dont il dénonce certaines méthodes. Il s'implique fortement dans la lutte anti-terroriste et la lutte contre la criminalité organisée.
Il est l'auteur d'un "rapport sur la criminalité organisée en Corse" demandé dans les suites de l'assassinat du préfet Claude Érignac et rendu en juillet 2000,. Malgré sa qualité, très peu de suites ont été données à ce rapport, à ses conclusions et à ses recommandations.
Il racontera son affectation en Corse dans un ouvrage publié en 2019 chez Robert Laffont : Juges en Corse, sous la direction de Jean-Michel Verne,.
En 2001, il est nommé à Colmar.
Le 3 décembre 2007, Bernard Legras est nommé procureur général à Montpellier.
Il prend sa retraite en 2014.

## Rapport Legras
Au mois de juillet 2000, après trois commissions d'enquêtes parlementaires, le procureur Bernard Legras remet au ministre de la Justice Élisabeth Guigou un rapport sur la criminalité organisée corse ("Rapport Legras"). Ce rapport n'a pas été rendu public. Les principaux points soulevés sont les suivants :
- Mafia ou clan : Le procureur Legras n'utilise pas le mot de "mafia", qui fait référence à une organisation unique structurée et hiérarchisée, mais les mots de clan et de clanisme. Il souligne une culture de la violence en Corse.
- Le manque de participation du secteur bancaire en Corse à la lutte contre le blanchiment d'argent sale, comme dans l'affaire du Crédit Agricole de la Corse.
- L'organisation du gang de la Brise de mer de Bastia 
  - ses investissements dans l'économie légale corse.
  - Son rôle dans la liquidation de l'organisation Armata Corsa et de son chef François Santoni
- Les événements relatifs à l'île de Cavallo, au sud de la Corse, dans les Bouches de Bonifacio.
- Le trucage des marchés publics de l'île. Le document insiste sur "sur les dérives qui accompagnent la passation des marchés publics et sur les conséquences que ces dérives peuvent avoir, en ce qu'elles participent activement au climat de népotisme et de clientélisme que beaucoup dénoncent à juste titre. En confondant, trop souvent, délégation et blanc seing, les collectivités se privent du moyen de s'assurer du respect des termes du contrat, et les délégataires agissent dès lors dans un cadre peu contraignant, sans que l'on puisse être assuré que les intérêts de la collectivité soient suffisamment pris en compte."[13]
- La culture du secret et l'opacité qui prévaut sur l'île : "J'ai rencontré, à l'occasion de la rédaction du présent rapport, de très grandes difficultés pour recueillir les informations nécessaires à l'analyse des phénomènes criminels considérés et donc à la définition d'une politique pénale adaptée."[13]
- Les taux de crimes de sang et vols à main armée pour mille habitants sont quatre à cinq fois supérieurs en Corse par rapport à la moyenne nationale. De 1988 à 1998, le taux d'acquittement aux assises est de 27,6 % contre un taux national de 5,23 %[21].
- L'administration fiscale a déposé 4,6 plaintes annuelles en Corse entre 1987 et 1997, le chiffre national le plus faible[15].

## Décoration
Chevalier de la Légion d'Honneur en 1999